# Il Teatro degli Orrori + Zu (split)
Il Teatro Degli Orrori + Zu (split) è un album in edizione limitata dei gruppi italiani Il Teatro degli Orrori e Zu,più precisamente uno split single in 666 copie limitate, formato da un vinile 10 pollici con relativo cd incluso.
 Il disco è pubblicato da La Tempesta Dischi.
La copertina è opera di Scarful.

## Tracce
1. Fallo! – 3:27
2. Nostalgia – 8:21

### Formazione

#### Il Teatro degli Orrori
- Pierpaolo Capovilla - voce (Il Teatro degli Orrori)
- Giulio Favero - basso (Il Teatro degli Orrori)
- Gionata Mirai - chitarra (Il Teatro degli Orrori)
- Francesco Valente - batteria (Il Teatro degli Orrori)

#### Zu
- Jacopo Battaglia - batteria (Zu)
- Luca Mai - sax baritono
- Massimo Pupillo - basso